# Íñigo Ortiz de Retes

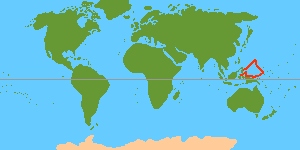
La spedizione di Retes (in rosso).

Íñigo Ortiz de Retes (fl. 1545) è stato un navigatore ed esploratore spagnolo che solcò la costa settentrionale dell'isola melanesiana della Nuova Guinea. Si crede che sia stato lui a dare il nome di "Nueva Guinea" all'isola.

## Scoperte
Il 13 giugno 1545 Ortiz de Retes, al comando della San Juan, lasciò il porto di Tidore, un'isola della Indie Orientali, raggiungendo la costa settentrionale della Nuova Guinea, su cui si avventurò fino alla foce del Mamberamo. Prese possesso della terra per conto della monarchia spagnola, dando all'isola il nome con cui è tuttora conosciuta. La chiamò Nueva Guinea a causa della somiglianza degli abitanti locali con quelli della Guinea dell'Africa occidentale.